# Мучной день
Мучной день (фр. la journée des farines) — попытка короля Франции Генриха IV при помощи хитрости в ночь с 20 на 21 января 1591 года овладеть Парижем.
После неудачной блокады столицы летом 1590 года король решил предпринять четвертую попытку захватить город, упорно державший сторону Католической лиги в Восьмой религиозной войне.
Шестьдесят дворян, переодетых крестьянами, с повозками, груженными мукой, двигались первыми со стороны Мельничного холма. За ними шли пятьдесят кирасир и двести аркебузиров сеньора де Лавардена. Дальше двигался барон де Бирон с отрядом из 1200 человек, швейцарцами и двумя орудиями. Роялисты, не поднимая шума, вошли в предместье Сен-Оноре (фр.) и остановились у монастыря капуцинов.
Было три часа ночи. Дворяне, прятавшие под одеждой оружие, должны были перегородить повозками ворота Сен-Оноре (фр.), перебить стражу и впустить в город жандармов, которые шли следом за ними, а прочие части имели задачу провести эскалады в других точках.
Из этого замысла ничего не вышло. Десять или двенадцать дворян, вероятно, спустившиеся с Монмартра или с холма Сен-Рош, подошли к воротам, но защитники города, осведомленные о передвижении королевской армии, приняли меры предосторожности, насыпав перед закрытыми на ночь воротами земляной вал. Ворота они открывать отказались и подъемный мост не опустили, сославшись на приказ губернатора города графа де Белена. Людям короля оставалось или спуститься к Сене, чтобы перегрузить муку на какое-либо судно, или идти к воротам Сен-Дени, через которые проход был открыт.
Наткнувшись на препятствие, королевские офицеры отступили и сообщили обо всем Генриху, расположившемуся за монастырем на холме с герцогами Лонгвилем, Невером и Эперноном. Поняв, что его замысел раскрыт, король отозвал войска. Парижане, узнавшие утром, какой опасности им удалось избежать, восславили спасение города пением Te Deum и постановили ежегодно отмечать этот день как праздничный под названием Мучного дня, добавив его к четырем уже имевшимся праздникам гражданской войны: Дню баррикад, Дню хлеба или мира, Дню снятия осады и Дню эскалады. Эти даты торжественно отмечали каждый год, до тех пор, пока Париж не был сдан королю.
Потерпев неудачу под Парижем, Генрих предпринял осаду Шартра (фр.), чем вызвал взрыв возмущения у лигеров, поскольку большую часть пшеницы в столицу доставляли из этого города.